# José Della Torre
José Della Torre (23 de març de 1906 - 31 de juliol de 1979) fou un futbolista argentí.

## Selecció de l'Argentina
Va formar part de l'equip argentí a la Copa del Món de 1930. Un cop retirat fou entrenador a Racing Club de Avellaneda i Ferro Carril Oeste.